# Necydalis nepalense
Necydalis nepalense là một loài bọ cánh cứng trong họ Cerambycidae.